# Lý An (nhà Tùy)
Lý An (chữ Hán: 李安,? – ?), tự Huyền Đức, người huyện Địch Đạo, quận Lũng Tây , tướng lãnh nhà Bắc Chu và nhà Tùy trong lịch sử Trung Quốc.

## Thân thế
Ông nội là Thái úy, Trụ quốc đại tướng quân Lý Hổ nhà Tây Ngụy, được nhà Đường truy tôn Thái Tổ Cảnh hoàng đế.
Cha là Lý Úy – con trai thứ 7 của Lý Hổ, được làm đến Sóc, Yến, Hằng 3 châu thứ sử, Tương Vũ huyện công nhà Bắc Chu, được nhà Đường truy phong Thái Liệt vương.

## Sự nghiệp

### Thời Bắc Chu
An có vẻ ngoài đẹp đẽ, giỏi cưỡi ngựa bắn cung. Trong niên hiệu Thiên Hòa thời Bắc Chu Vũ đế, An được tập tước Tương Vũ công, sau đó thụ chức Nghi đồng, Tiểu tư Hữu thượng sĩ .
Dương Kiên làm thừa tướng (580), lấy An làm tả hữu, thăng làm Chức phương Trung đại phu , còn bái em của ông là Lý Triết làm Nghi đồng. Bác tư của An là Lương Châu thứ sử Lý Chương bấy giờ ở kinh sư, cùng Triệu vương Vũ Văn Chiêu mưu đồ lật đổ Dương Kiên, dụ Lý Triết làm nội ứng. Triết băn khoăn nên hỏi An, ông nói: "Thừa tướng là cha đấy, sao nỡ phản bội?" rồi ngầm tố giác với Dương Kiên. Đến khi Dương Kiên giết bọn Triệu vương, muốn khen thưởng, An cúi đầu mà nói rằng: "Há dám đem tính mạng của thúc phụ để cầu quan thưởng?" rồi dập mình mà khóc, bi thương không kìm được. Dương Kiên thấy vậy thì đổi sắc mặt mà nói rằng: "Ta vì mày mà đặc biệt giữ lại con cái của Chương." Vì thế hạ lệnh cho hữu tư chỉ làm tội một mình Lý Chương, sau đó cũng giấu việc của An không nói ra. Ít lâu sau An được thụ chức Khai phủ, tiến phong Triệu quận công.

### Thời Tùy
Dương Kiên soán ngôi (581), tức Tùy Văn đế, thụ An làm Nội sử thị lang, chuyển làm Thượng thư tả thừa, Hoàng môn thị lang. Trong chiến dịch bình định nhà Trần, An được làm Tư mã của Dương Tố, còn lĩnh chức Hành quân tổng quản, soái quân Thục xuôi dòng từ phía đông tiến xuống. Bấy giờ quân Trần đồn trú Bạch Sa, An nói với chư tướng rằng: "Thủy chiến không phải là sở trường của người phương bắc. Nay người Trần dựa nơi hiểm trở để đỗ thuyền, ắt khinh ta mà không phòng bị. Nhân đêm tối tập kích, có thể phá giặc đấy!" Chư tướng đều lấy làm phải. An soái quân làm tiên phong, đại phá quân Trần. Tùy Văn đế khen ngợi, ban chiếu thư úy lạo, tiến An vị Thượng đại tướng quân, trừ làm Dĩnh Châu thứ sử; mấy ngày sau chuyển làm Đặng Châu thứ sử. An xin nhận nội chức, Tùy Văn đế xem trọng tấm lòng của ông, trừ An làm Tả lĩnh tả hữu tướng quân. Ít lâu sau An được thăng làm Hữu lĩnh quân đại tướng quân, còn Lý Triết được làm Bị thân tướng quân. Cả hai anh em đều nắm cấm vệ, rất được hoàng đế tin cậy.
Năm Khai Hoàng thứ 8 (588), Đột Quyết xâm phạm biên thùy, triều đình lấy An làm Hành quân tổng quản, theo Dương Tố ra đánh. An đi riêng ra Trường Xuyên, gặp địch đang vượt sông, giao chiến rồi phá được. Năm Nhân Thọ đầu tiên (601), triều đình cho An ra làm Ninh Châu thứ sử.
Con trai của An là Lý Quỳnh, con trai của Triết là Lý Vĩ còn ẵm ngữa đã được nuôi dạy trong cung, lên 8, 9 tuổi mới trở về nhà, cho thấy gia đình của An thân thiết với hoàng gia như thế nào! Tùy Văn đế từng nhắc lại việc thời làm thừa tướng, nhân đó thương xót anh em An diệt thân báo nước, hạ chiếu ca ngợi, rồi bái An, Triết đều làm Trụ quốc, ban 500 xúc lụa, 100 thớt ngựa, 1000 con dê. An nói với thân nhân rằng: "Tuy gia tộc được bảo toàn, nhưng thúc phụ gặp vạ. Nay nhận chiếu này, đau thẹn đều có." Vì thế An sụt sùi thương cảm, không thể kìm được. Từ trước An đã có bệnh, đến nay trở nặng mà mất.
An hưởng thọ 53 tuổi, thụy hiệu là Hoài. Đường Cao Tổ dựng nước, truy phong An làm Tây Bình Hoài vương.

## Hậu nhân
- Lý Quỳnh: đời Tùy được nối tước Triệu quận công, sang đời Đường được nối tước Tây Bình vương.
- Lý Sâm: được nhà Đường phong Tương Vũ quận vương.
- Lý Hiếu Cung: được nhà Đường phong Hà Gian Nguyên vương.
- Lý Giam: được nhà Đường phong Tế Bắc quận vương.
- Lý Côi: được nhà Đường phong Hán Dương quận vương.